# 酒井人真
酒井 人真（さかい の ひとざね、生年不詳 - 延喜17年（917年）4月）は、平安時代前期の官人・歌人。官位は外従五位下・土佐守。

## 出自
酒井氏（酒井勝・酒井宿禰）は、豊前国宇佐郡酒井郷を本拠とする渡来系氏族。平安時代初期に勝姓から宿禰姓に改姓したと見られる。

## 経歴
仁和5年（889年）備前権大目に任ぜられると、左馬少属・薩摩掾と、宇多朝において地方官と武官を歴任。
醍醐朝の延喜2年（902年）中宮少属に任ぜられて皇太夫人・藤原温子に仕えるが、延喜7年（907年）温子の薨去に伴って中宮少属を辞す。翌延喜8年（908年）右少史に任官すると、太政官の史を歴任して、延喜12年（912年）左大史に至る。
延喜14年（914年）外従五位下・土佐守に叙任され、三度地方官に転じている。延喜17年（917年）4月卒去。
勅撰歌人として『古今和歌集』に和歌作品1首が収められている。

## 逸話
『大和物語』に以下の逸話がある。
土左守の官職にあったさかいの人真という者が、病気になって身体が弱って、鳥羽にある家に行く際に和歌を詠んだ。
- ゆく人は そのかみ來むと いふものを 心ぼそしな けふのわかれは

（出かける人は「また帰ってくる」というものだが、何とも心細いことだ今日の別れは）

## 官歴
『古今和歌集目録』による。
- 仁和5年（889年） 2月28日：備前権大目
- 寛平7年（895年） 8月16日：左馬少属
- 寛平8年（896年） 正月23日：薩摩掾
- 延喜2年（902年） 2月：中宮少属（皇太夫人・藤原温子）
- 延喜7年（907年） 7月：辞中宮少属（藤原温子崩御）
- 延喜8年（908年） 正月12日：右少史。8月28日：左少史
- 延喜9年（909年） 正月13日：右大史
- 延喜12年（912年） 正月15日：左大史
- 延喜14年（914年） 正月7日：外従五位下。正月12日：土佐守
- 延喜17年（917年） 4月：卒去